# Princess Tower
Princess Tower är en 413 meter hög skyskrapa i Dubai Marina-området i Dubai, Förenade Arabemiraten. Den var den näst högsta skyskrapan i Dubai och färdigställdes 2012. I september 2022 var Princess Tower den tredje högsta byggnaden i Dubai, efter Burj Khalifa och Marina 101 och den 36:e högsta byggnaden i världen. Princess Tower var  med dess 101 våningar det högsta bostadshuset i världen från 2012 till 2015, när det passerades av 432 Park Avenue i New York City.

## Historik och arkitektur
Tornets konstruktion utfördes av Syed Majid Hashmi som Chief Structural Engineer och hans biträdande chef Mohammad Ali Alogaily.
Byggnaden består av 763 lägenheter, 957 underjordiska parkeringsplatser (fördelade på sex våningar) och åtta butiker. Byggnaden färdigställdes och levererades av dess byggherre, Tameer Holdings, i september 2012.
Byggnaden har 107 våningar inklusive källarvåningar, en bottenvåning och 100 våningar över marken.
Anläggningen har också en inomhuspool, utomhuspool, fullt fungerande gym, bastu, ångbastu, träningsstudio, flera spelrum, lekplats för barn, bankettsal och ett utsiktsplats på 97:e våningen med tillgång till wifi.

### Galleri

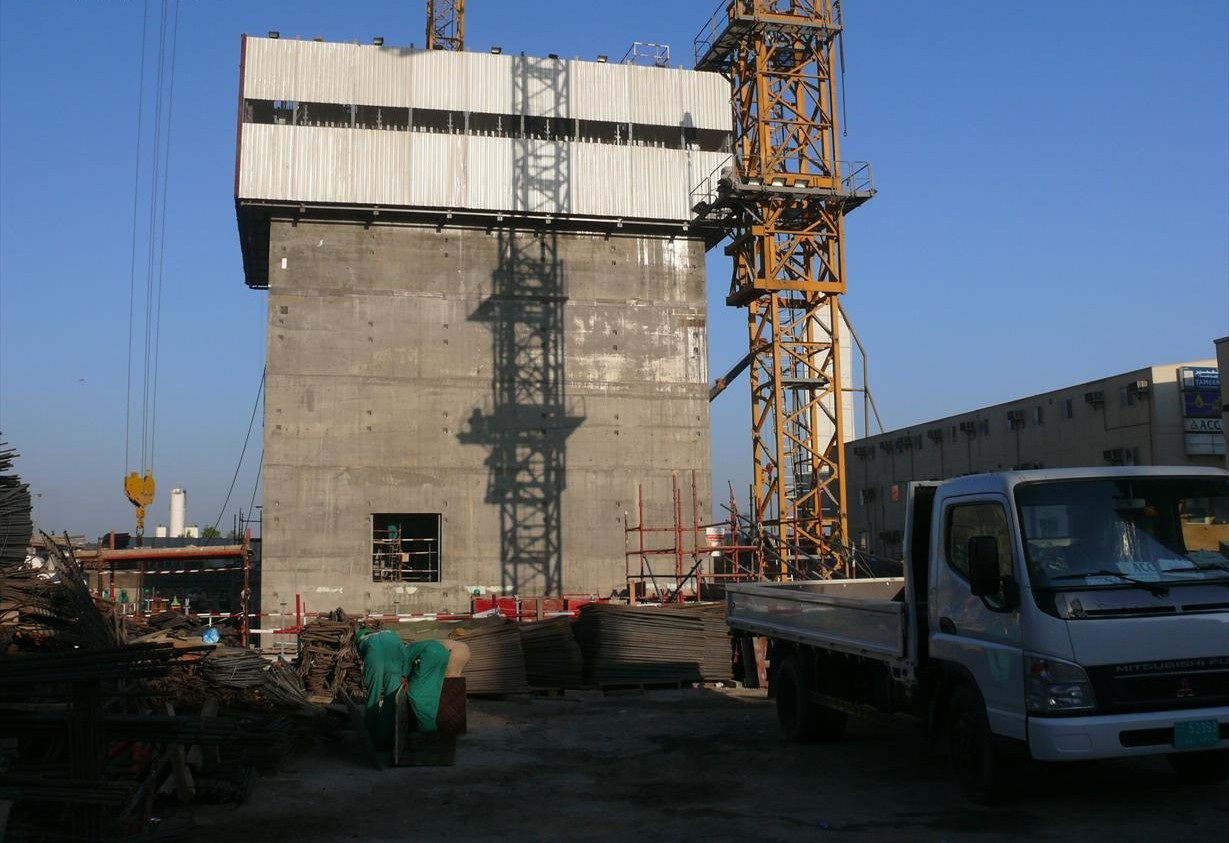
Under byggnad 9 november 2007
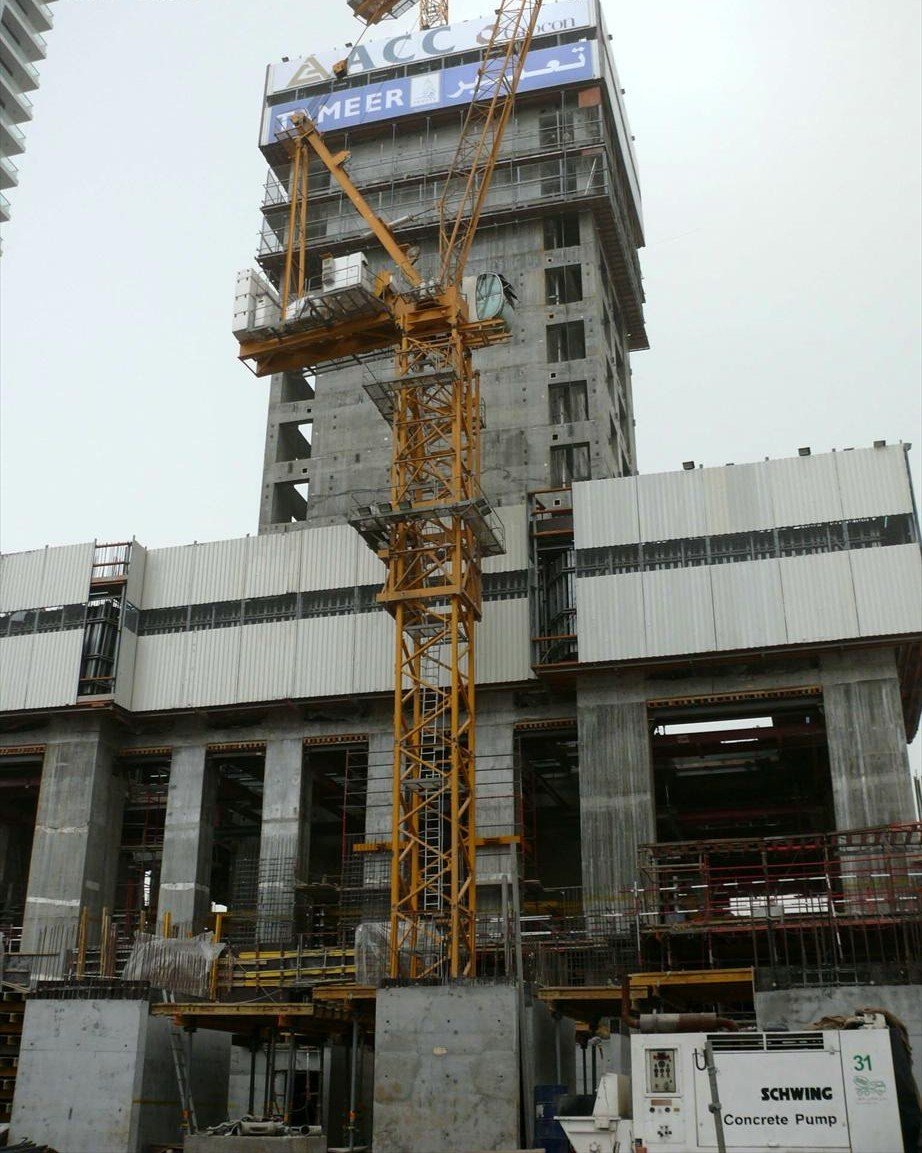
Under byggnad 1 februari 2008